# Öregöl
Öregöl är en sjö i Vaggeryds kommun i Småland och ingår i Lagans huvudavrinningsområde. Sjön har en area på 0,0623 kvadratkilometer och ligger 282,2 meter över havet. Vid provfiske har abborre, gädda och mört fångats i sjön.

## Delavrinningsområde
Öregöl ingår i det delavrinningsområde (636888-139347) som SMHI kallar för Nedlagd mätstation. Medelhöjden är 244 meter över havet och ytan är 38,52 kvadratkilometer. Räknas de 6 delavrinningsområdena uppströms in blir den ackumulerade arean 71,06 kvadratkilometer. Bolmån (Ulvhultsån) som avvattnar avrinningsområdet har biflödesordning 2, vilket innebär att vattnet flödar genom totalt 2 vattendrag innan det når havet efter 214 kilometer. Delavrinningsområdet består mestadels av skog (76 %). Avrinningsområdet har 0,1 kvadratkilometer vattenytor vilket ger det en sjöprocent på 0,2 %.